# 张水华

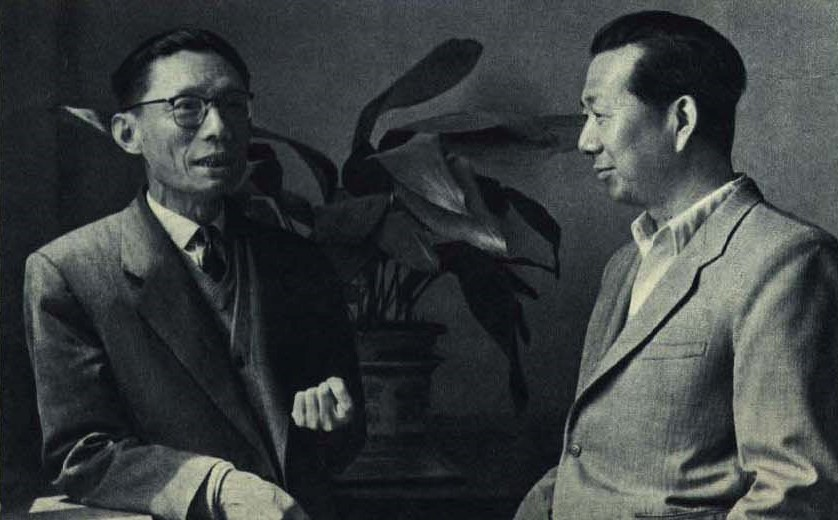
1962年百花奖最佳编剧奖得主夏衍（圖左）、張水華

张水华（1916年—1995年），原名张毓蕃，艺名水华，男，湖北钟祥人，生于江苏南京，中国电影艺术家，曾任东北电影制片厂导演、北京电影制片厂导演，第五、六、七届全国政协委员。 1950至1960年代，張水華與另外三位北京電影製片廠名導演崔嵬、凌子風和成蔭並稱「北影四大帥」。